# Silnice II/354
Silnice II/354 je silnice II. třídy, která vede z Předhradí do Svařenova. Je dlouhá 63,5 km. Prochází dvěma kraji a dvěma okresy.

## Vedení silnice

### Pardubický kraj, okres Chrudim
- Předhradí (křiž. II/358)
- Lešany (křiž. III/3541, III/3542)
- Otradov (křiž. III/3543)
- Krouna (křiž. I/34, III/3543, III/3544)
- Svratouch (křiž. III/3545)

### Kraj Vysočina, okres Žďár nad Sázavou
- Svratka (křiž. II/343)
- Křižánky (křiž. III/35411, III/35725)
- Milovy (křiž. III/35412)
- Podlesí
- Sněžné (křiž. II/353, III/35726, peáž s II/353)
- Kuklík
- Nové Město na Moravě (křiž. I/19, II/360, III/35413, III/35414, III/35415, III/35314, III/35417, III/35419, III/35420, III/35421, III/35423, peáž s II/360)
- Hodíškov (křiž. III/3882)
- Obyčtov (křiž. III/35424)
- Ostrov nad Oslavou (křiž. I/37, II/388, peáž s I/37, II/388)
- Radostín nad Oslavou (křiž. III/35425, III/35426, III/35429)
- Záseka (křiž. III/35432)
- Netín (křiž. III/35433)
- Kochánov (křiž. III/35436)
- Svařenov (křiž. II/602)